# Desmacidon nebulosum
Desmacidon nebulosum är en svampdjursart som beskrevs av Boury-Esnault och van Beveren 1982. Desmacidon nebulosum ingår i släktet Desmacidon och familjen Desmacididae. Inga underarter finns listade i Catalogue of Life.